# La Nuit transfigurée
Verklärte Nacht

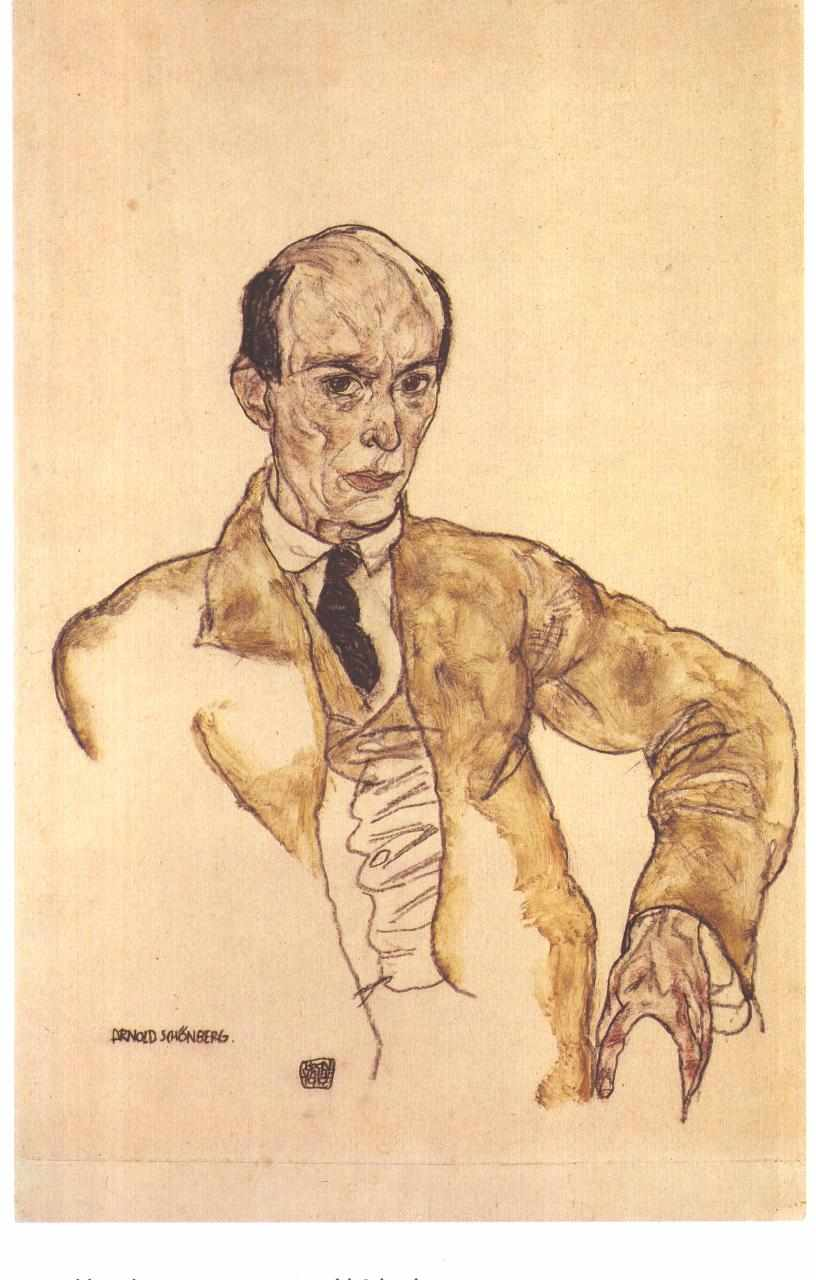
Arnold Schoenberg, by Egon Schiele 1917

La Nuit transfigurée op. 4 (Verklärte Nacht) est une œuvre pour sextuor à cordes (deux violons, deux altos, deux violoncelles), composée par Arnold Schönberg en 1899.

## Présentation de l'œuvre
Durant l'été 1899, le musicien tombe amoureux de Mathilde, la sœur d'Alexander von Zemlinsky, avec qui il se mariera un peu plus tard. Il compose pour elle cette Nuit transfigurée en moins de trois semaines. Il s'agit donc d'une œuvre de jeunesse, écrite bien avant sa période dodécaphonique, avec des accents de romantisme tardif. On y perçoit principalement l'influence de Wagner et de Brahms, certains enchaînements harmoniques évoquant fortement Tristan und Isolde et ses accords de neuvième sans fondamentale. Œuvre de jeunesse sans doute, mais qui va déjà bien au-delà des conventions de l'époque. Le jeune Schönberg, âgé de 25 ans, a déjà assimilé l'art des grands romantiques allemands et commencé à explorer les espaces situés au-delà de leur langage ; mais l'auteur reste toujours dans les limites de la tonalité. Ce chef-d'œuvre précoce reste l'une des œuvres les plus jouées et les plus applaudies du futur novateur viennois.
La pièce est fondée sur un poème extrait du recueil La Femme et le monde (Weib und Welt) de Richard Dehmel, un ami du musicien. Le texte, plus tard publié séparément sous le titre Zwei Menschen. Roman in Romanzen, décrit une promenade nocturne d'un couple amoureux dont la femme avoue qu'elle attend un enfant d'un autre. Son amant insiste sur l'importance de sa maternité et lui assure qu'il est disposé à faire sien cet enfant. Ils marchent heureux, sous la lune, dans cette nuit transfigurée.
« Zwei Menschen gehn durch kahlen, kalten Hain;
der Mond läuft mit, sie schaun hinein.
Der Mond läuft über hohe Eichen;
kein Wölkchen trübt das Himmelslicht,
in das die schwarzen Zacken reichen.
Die Stimme eines Weibes spricht:
„Ich trag ein Kind, und nit von Dir,
ich geh in Sünde neben Dir.
Ich hab mich schwer an mir vergangen.
Ich glaubte nicht mehr an ein Glück
und hatte doch ein schwer Verlangen
nach Lebensinhalt, nach Mutterglück
und Pflicht; da hab ich mich erfrecht,
da ließ ich schaudernd mein Geschlecht
von einem fremden Mann umfangen,
und hab mich noch dafür gesegnet.
Nun hat das Leben sich gerächt:
nun bin ich Dir, o Dir, begegnet.“
Sie geht mit ungelenkem Schritt.
Sie schaut empor; der Mond läuft mit.
Ihr dunkler Blick ertrinkt in Licht.
Die Stimme eines Mannes spricht:
„Das Kind, das Du empfangen hast,
sei Deiner Seele keine Last,
o sieh, wie klar das Weltall schimmert!
Es ist ein Glanz um alles her;
Du treibst mit mir auf kaltem Meer,
doch eine eigne Wärme flimmert
von Dir in mich, von mir in Dich.
Die wird das fremde Kind verklären,
Du wirst es mir, von mir gebären;
Du hast den Glanz in mich gebracht,
Du hast mich selbst zum Kind gemacht.“
Er faßt sie um die starken Hüften.
Ihr Atem küßt sich in den Lüften.
Zwei Menschen gehn durch hohe, helle Nacht. »
« Deux personnes vont dans la forêt, chauve et froide.
La lune les accompagne, ils regardent en soi.
La lune passe aux dessus des hauts chênes,
Pas un nuage ne trouble la lumière céleste
Vers laquelle les fagots noirs s'étendent;
La voix d'une femme parle.
"Je porte un enfant et pas de toi,
Je vais à côté de toi dans le péché;
Je me suis gravement compromise,
Je ne croyais plus au bonheur
Et j' avais pourtant un lourd désir
D'une raison de vie, de bonheur maternel
Et de devoir, puis je me suis affranchie.
J'ai alors toute frémissante
Laisser posséder mon sexe par un étranger,
Et pour cela je me suis encore bénite.
Maintenant la vie s'est vengée,
Maintenant je t'ai rencontré, toi, ô toi."
Elle va d'un pas incertain.
Elle relève le regard, la lune la suit.
Son regard sombre se noie dans la lumière.
La voix d'un homme parle.
"Que cet enfant qui est conçu
Ne soit pas une charge pour ton âme.
O regarde comme l'univers brille clairement !
Il y a un lustre de toute part.
Tu chasses avec moi sur la mer glaciale,
Mais une propre chaleur rayonne
De toi en moi, de moi en toi.

Elle va transfigurer l'enfant étranger.
Tu vas l'enfanter pour moi, de moi,
Tu as apporté un éclat de lumière en moi,
Tu m'as moi-même refait enfant."
Il embrasse sa forte taille,
Leur souffle se mêle dans les airs.
Deux personnes vont dans la nuit haute et claire. »
— Guy Rillaers
L'accueil de l'œuvre fut difficile : elle a été refusée une première fois par la Société de musique de chambre de Vienne.
La création eut lieu le 18 mars 1902 à Vienne, occasionnant une querelle parmi le public.
L'œuvre se joue d'un seul souffle. Son exécution dure un peu moins d'une demi-heure.